# Robert L. Park
Robert L. Park (ur. 16 stycznia 1931, zm. 29 kwietnia 2020
) – amerykański fizyk, professor emeritus University of Maryland, College Park. Jest autorem książki Voodoo Science: The Road from Foolishness to Fraud (2000). Wydał też Superstition: Belief in the Age of Science (2008). Wypowiada się negatywnie o medycynie alternatywnej i pseudonauce.